# Rouez
Rouez (auch Rouez-en-Champagne genannt) ist eine französische Gemeinde mit 808 Einwohnern (Stand 1. Januar 2022) im Département Sarthe in der Region Pays de la Loire. Sie gehört zum Arrondissement Mamers und zum Kanton Sillé-le-Guillaume.
Ortsteile von Rouez sind La Raterie, La Lande, La Goupillère, Courville, Le Bray, Les Rosiers, Le Coq Hardy und Coulettre. Nachbargemeinden von Rouez sind Rouessé-Vassé, Sillé-le-Guillaume, Saint-Rémy-de-Sillé, Crissé, Neuvillalais, Tennie und Parennes.

## Bevölkerungsentwicklung
| Jahr      | 1962 | 1968 | 1975 | 1982 | 1990 | 1999 | 2008 |
| Einwohner | 965  | 923  | 819  | 767  | 689  | 715  | 791  |

## Sehenswürdigkeiten
- Ruine des Klosters Champagne (1188 gegründet)
- Donjon der Burgruine Courmenant (9. Jahrhundert)
- Kirche Saint-Martin (11./15. Jahrhundert)

## Persönlichkeiten
- Pierre de Hérisson, Seigneur du Plessis-Buret, 1481 bezeugt, † vor 1485
- Frédéric Chauveau (1877–1963), Maler, geboren in Sainte-Gemmes
- Jules Robin (1879–1957), Autorennfahrer